# 伦杰尔
伦杰尔，是匈牙利托尔瑙州所辖的一个村，总面积20.03平方公里，总人口529，人口密度26.4人/平方公里（2010年1月1日）。